# Luční hora
Die Luční hora (deutsch Hochwiesenberg, polnisch Łączna Góra) ist nach der Schneekoppe der zweithöchste Berg des Riesengebirges.

## Lage
Der Berg liegt im tschechischen Teil des Gebirges und bildet mit der 1500 m östlich gelegenen Kuppe der Studniční hora (Brunnberg) einen Doppelgipfel. Talorte sind das 5 km südöstlich gelegene Pec pod Sněžkou (Petzer) und das etwa 5,5 km westlich entfernt liegende Špindlerův Mlýn, (Spindlermühle), zu dessen Gemeindegebiet der Gipfel zählt.
Der höchste Punkt findet sich in einem flachen, durch Einebnung entstandenen, relativ ausgedehnten Gebiet, das an der Nord-, Südwest- und Südostseite von steilen Lawinenhängen begrenzt wird. In die anderen Richtungen gehen Gebirgskämme zu den benachbarten Gipfeln ab. Als wichtigster ist dies der östliche „Innere Kamm“ des Riesengebirges, der nach Westen hin durch den lang gestreckten Grat des Ziegenrückens (tschechisch: Kozí hřbety) gebildet wird. In östlicher Richtung ist er über einen Sattel mit dem Brunnberg verbunden. Von dort führt der Grat weiter zum Koppenplan (polnisch: Równia pod Śnieżką) unterhalb der Schneekoppe.
Nach Süden biegt ein weiterer Höhenzug ab, der sich am Plattenberg (tschechisch: Zadní Planina) in den Wachur-Rücken und Fuchsbergkamm verzweigt. Somit ist der Hochwiesenberg der wichtigste Ausgangspunkt für die Krkonošské rozsochy, die so genannten südlichen Zweigkämme des Riesengebirges.

### Nahegelegene Gipfel
| Kozí hřbety   | Smogornia  | Weiße Wiese    |
| Stoh          | Kompass    | Studniční hora |
| Zadní Planina | Liščí hora | Lesní hora     |

## Geologie
Der Berg ist aus haufenförmig angeordneten Schichten aus Glimmerschiefer aufgebaut, die von Quarzitadern durchzogen werden. Das Gefüge des Untergrunds in der Kammregion ist durch Prozesse der Kryoturbation entstanden. In der Tschechischen Republik ist es ein einzigartiges Beispiel für das Vorkommen eines unsortierten Frostmusterbodens.

## Hydrologie
Das Gelände ist von kryoplanischen Terrassen, Felsenmeeren und Blockhalden geprägt, was sich nicht unwesentlich auf den Wasserhaushalt auswirkt, weil das Wasser schnell abläuft und kaum gespeichert wird. Der Hochwiesenberg bildet zusammen mit dem Brunnberg eines der wichtigsten Quellgebiete des Riesengebirges. Am Südosthang entspringt der Modrý potok (Rauschenbach), der von zahlreichen kleineren Bächen verstärkt, im Modrý důl (Blaugrund) der Úpa (Aupa) zufließt. Auf der Südwestseite, unterhalb des Sattels zum Plattenberg befinden sich die Quellen des Svatopetrský potok (Grundwasser), der noch das Wasser des vom Westhang kommenden Lovčí potok (Jägerbach) und vieler namenloser Rinnsale aufnimmt, bevor er in Spindlermühle in die Elbe mündet. Der gesamte nördliche Bereich entwässert in die Bílé Labe (Weißwasser). Dieser größte Zufluss und bedeutendste Quellbach der Elbe fließt im Weißwassergrund (Důl Bílého Labe), der zum sagenhaften Gebiet der Siebengründe (tschechisch: Sedmidolí) gehört. Alle genannten Gewässer gehören zum Flusssystem Elbe – Nordsee.

## Geschichte
Am Gipfel vorbei führte der Schlesierweg, eine alte Handelsstraße, die schon Mitte des 12. Jahrhunderts von Vrchlabí (Hohenelbe) aus die Salzlagerstätten im Böhmischen Becken mit den schlesischen Städten Krummhübel (polnisch: Karpacz), Hirschberg (polnisch: Jelenia Góra) und Schmiedeberg (polnisch: Kowary) verband. Der Weg trug maßgeblich zur Besiedelung des Riesengebirges bei und wo der Weg am Nordhang auf der Weißen Wiese (tschechisch: Bílá louka, polnisch: Biała Łąka) am Quellgebiet der Weißwasser vorüberführt, entstand mit der Wiesenbaude (tschechisch: Luční bouda) die erste Bergbaude im Riesengebirge.
Im Rahmen der Arbeiten für das Grenzbefestigungssystem des Tschechoslowakischen Walls wurden an den Berghängen mehrere Bunker gebaut. Zum Transport des dafür notwendigen Baumaterials wurde zwischen 1937 und 38 von Petzer aus eine Güterseilbahn betrieben. Auf einer Höhe von 1527 m zeugt noch heute das höchstgelegene Befestigungsobjekt Tschechiens von diesen Kriegsvorbereitungen.

## Tourismus und Naturschutz
Der Berg liegt in der Zone I des Nationalparks Krkonošský národní park (KRNAP), daher gelten strenge Naturschutzbestimmungen. Das Verlassen der Wege und damit der Zugang zum Gipfel ist untersagt. Doch gibt es verschieden markierte Wanderrouten, auf denen die Bergkuppe umrundet werden kann.

▬ – Mit einer roten Wegmarke verläuft der alte Buchar-Pfad (tschechisch: Stará Bucharova cesta) von Spindlermühle kommend. Zunächst geht es über den höchsten Gipfel des Ziegenrückens und den Aussichtspunkt „Krakonoš“ (1422 m), dann vorbei am Rennerbrunnen bei der ehemaligen Rennerbaude und schließlich am West- und Nordwesthang des Berges zur Wiesenbaude.

▬ – Gelb ausgewiesen, ebenfalls aus Spindlermühle kommend, führt die Dřevařská cesta (übersetzt: Holzweg, deutsch: Schneeschubweg) zur im Weißwassertal gelegenen Weißwasserbaude  (tschechisch: Bouda u Bílého Labe).

▬ – Einem grünen Zeichen folgend, gelangt man von Petzer aus zur Kreuzung an der Chata Výrovka, eine Berghütte, die früher den Namen Tannenbaude bzw. Geiergucke trug. Hier kann man rechts abbiegen und erreicht auf dem rot beschilderten Weg zunächst eine Kapelle, die seit 1957 als Denkmal für die Opfer der Berge (tschechisch: Pamatnik obetem hor, 1509 m) eingerichtet wurde, bevor es weiter in Richtung Wiesenbaude geht. Nimmt man dagegen den Weg geradeaus, kann man durch den Dlouhý důl (Langer Grund) wandern und kommt hinunter nach Svaty Petr, einem Ortsteil von Spindlermühle.

## Bilder aus der Umgebung

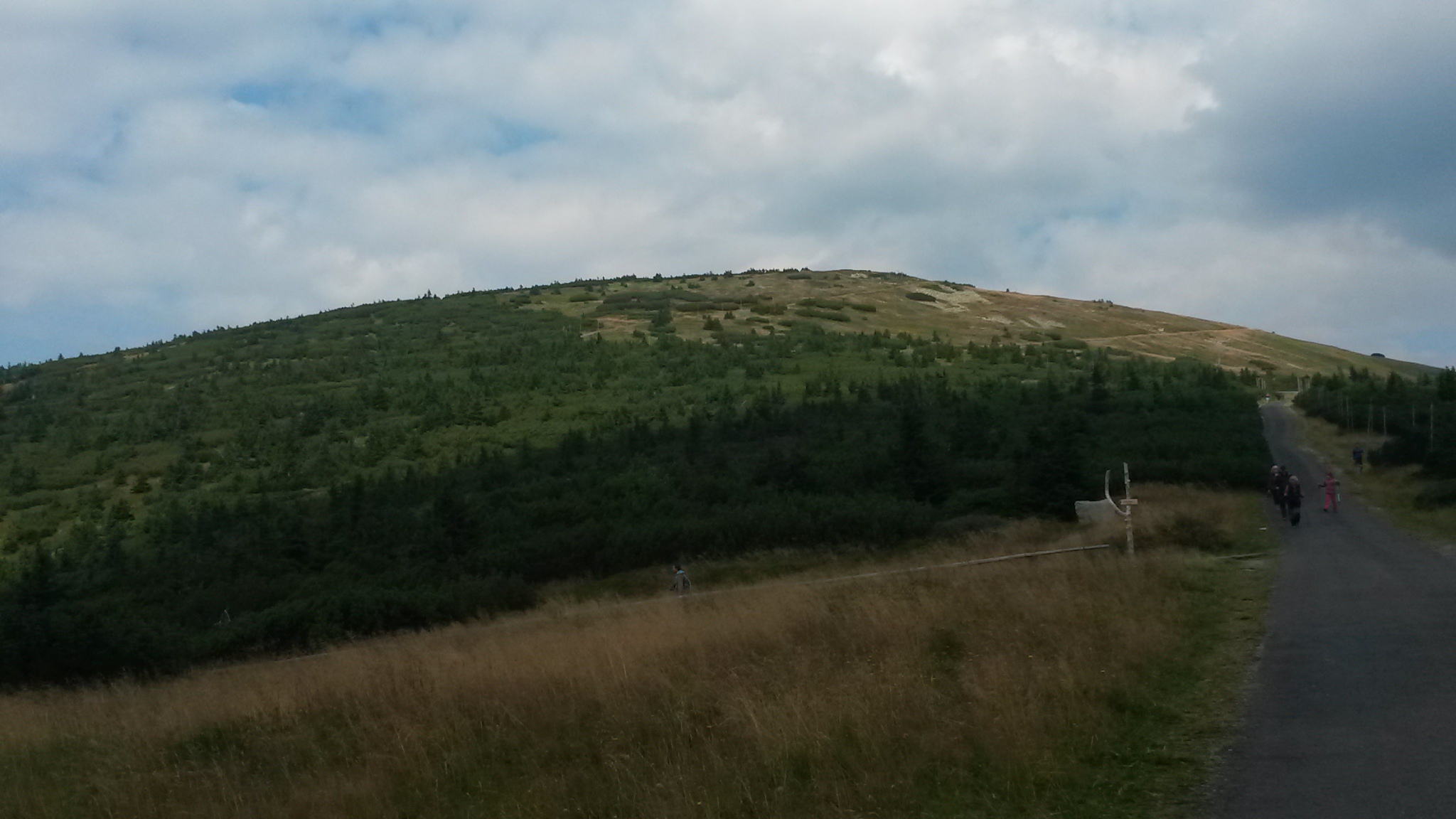
Der Gipfel im August 2015
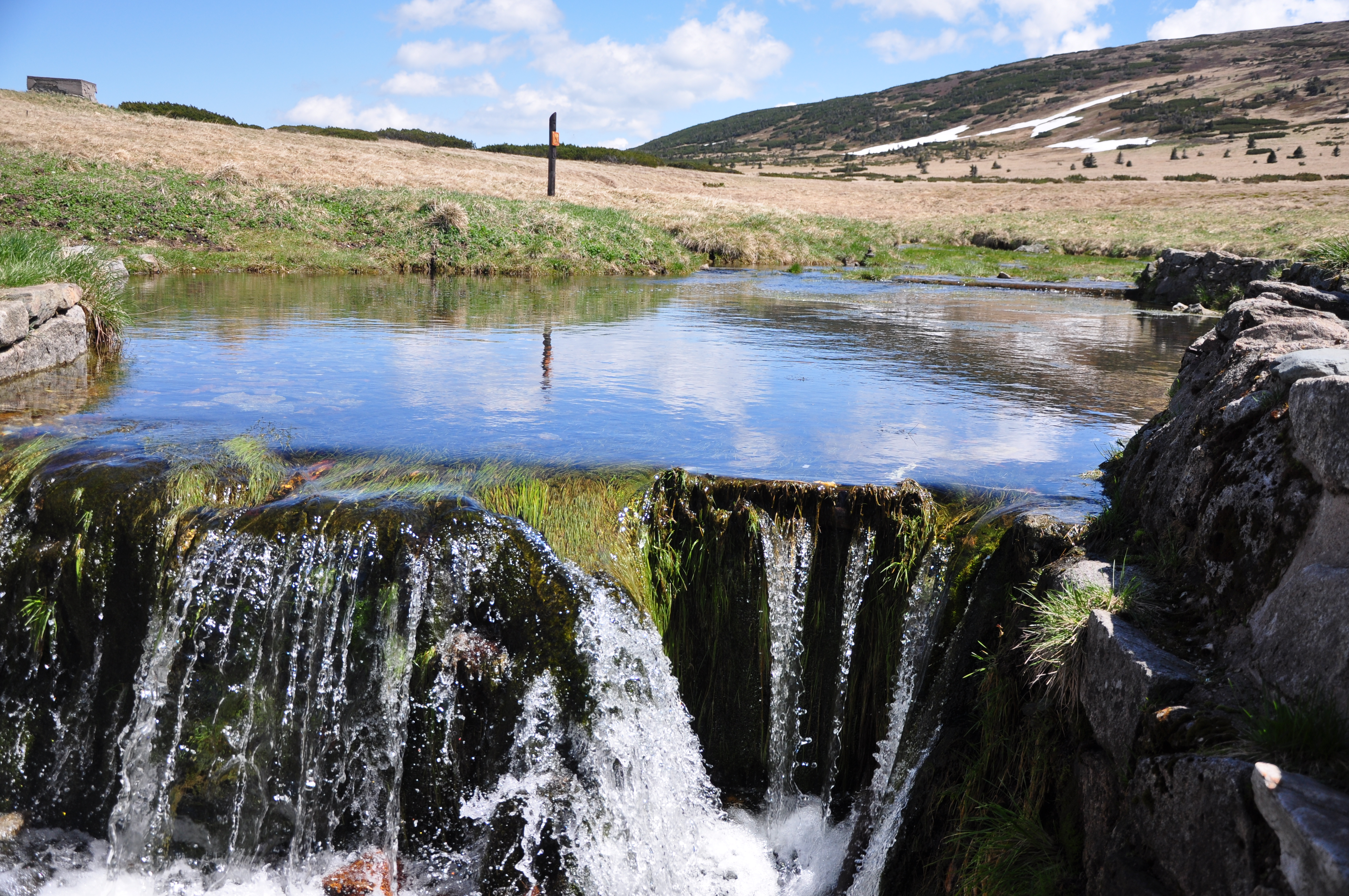
Bächlein auf der Weißen Wiese
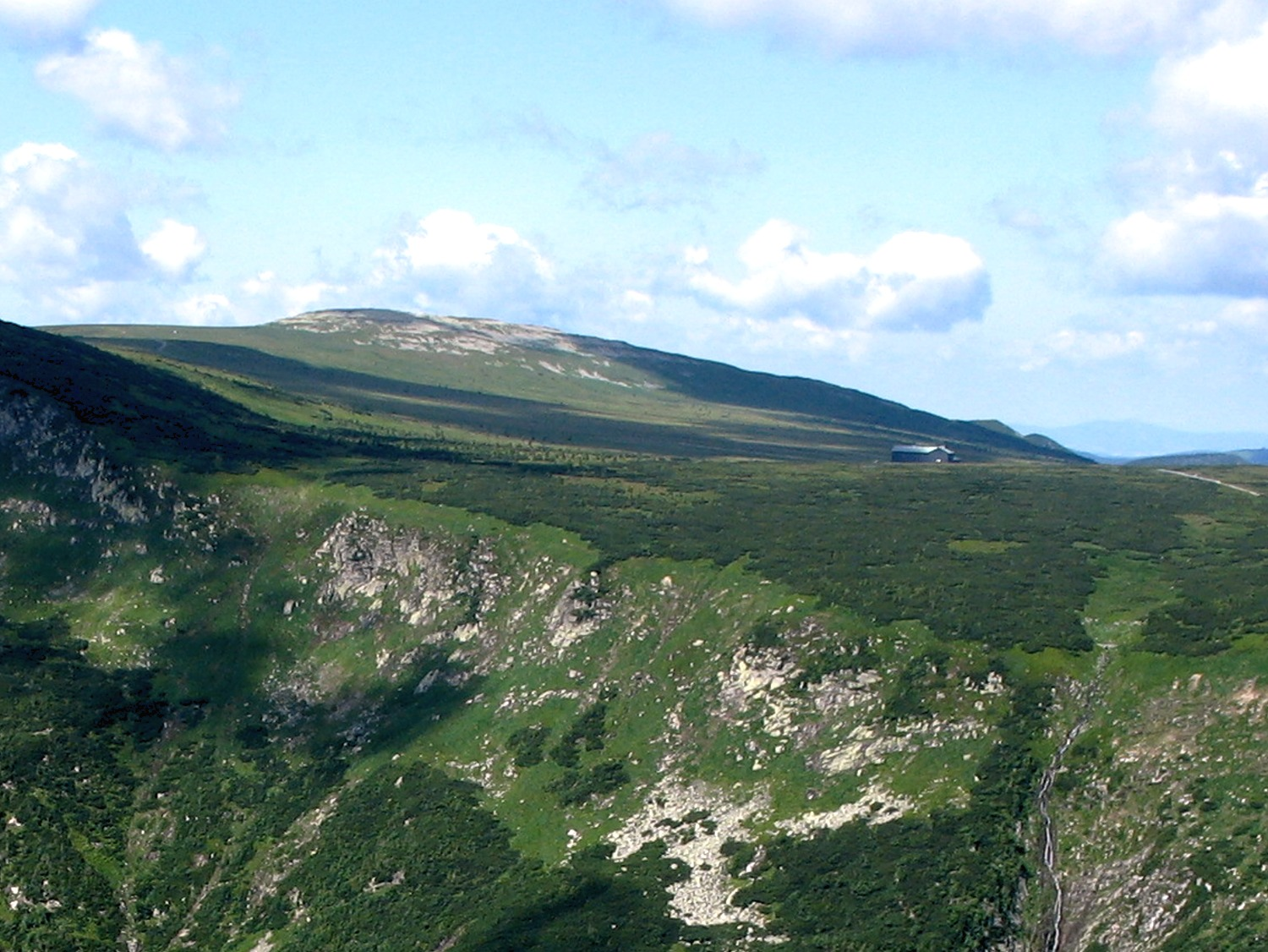
Luční hora und Luční bouda von der Schneekoppe aus
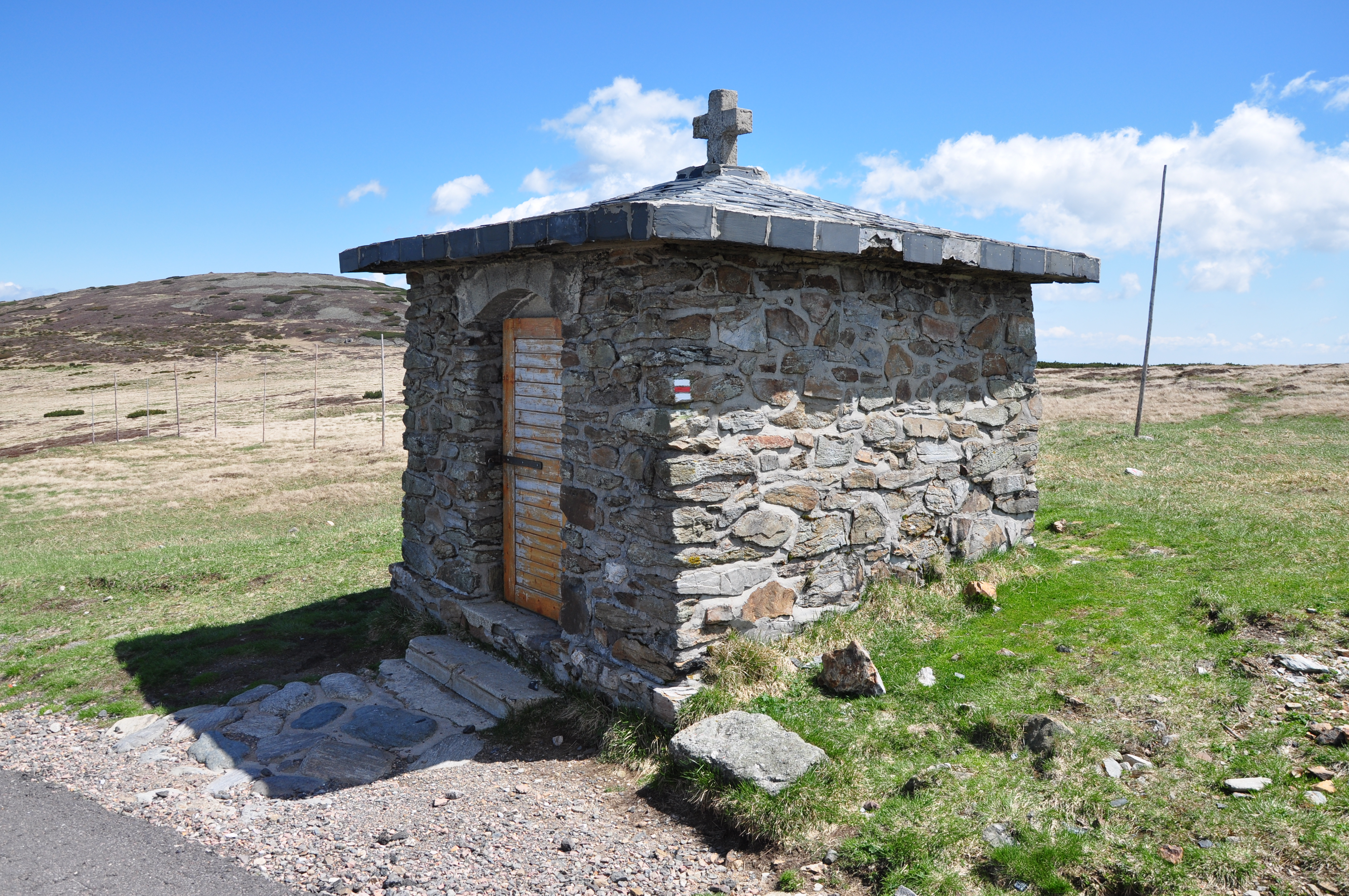
Das Denkmal für die Opfer der Berge 1)
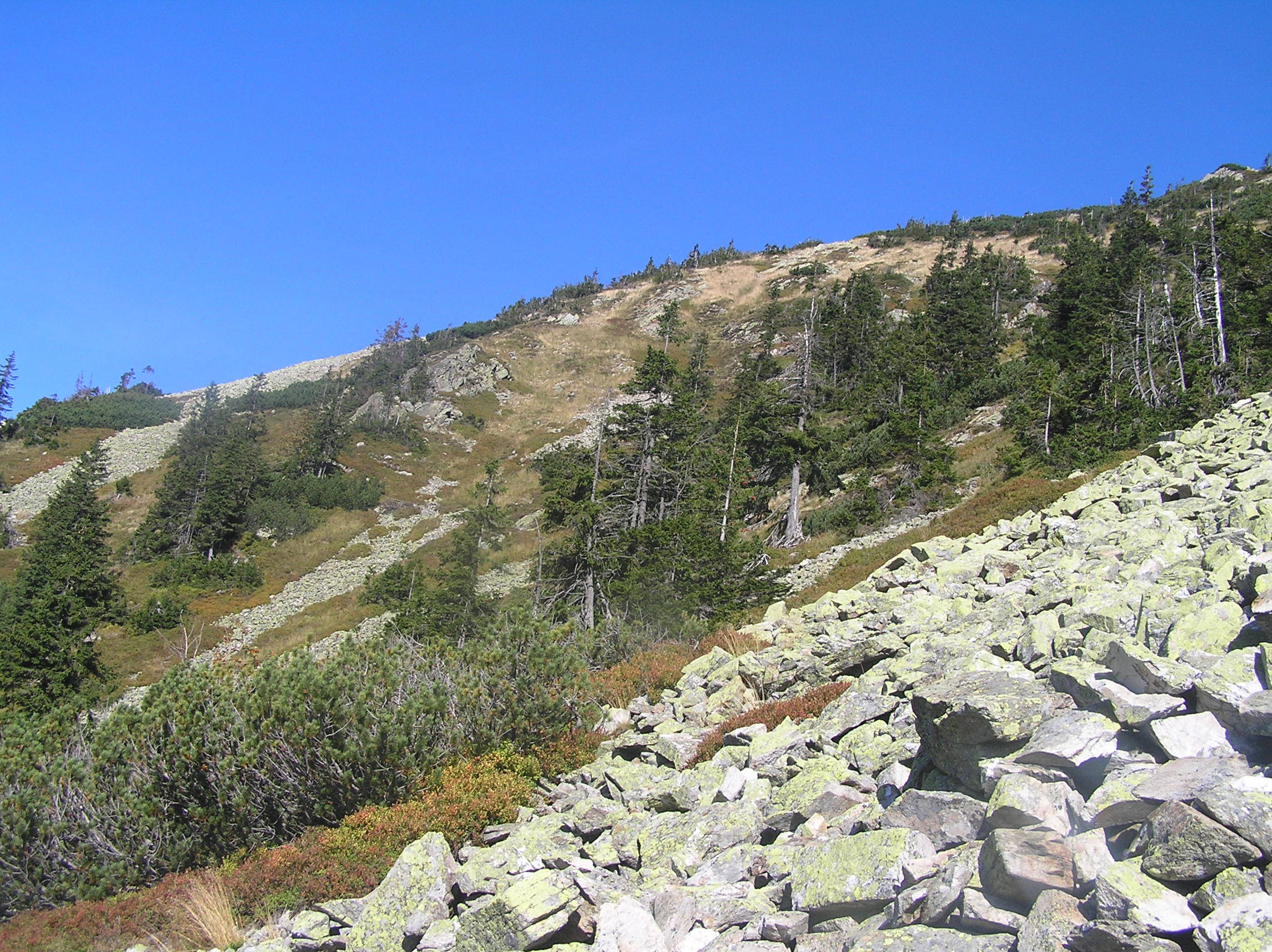
Felsenmeer und typische Vegetation am Ziegenrücken

1) Ein weiteres Denkmal für die Opfer der Berge befindet sich im Melzergrund am Osthang der Kleinen Koppe in Polen.